# Bożena Szaynok
Bożena Szaynok, z domu Grubiak (ur. 26 marca 1965 we Wrocławiu) – polska historyk, specjalizująca się w historii najnowszej, historii stosunków polsko-izraelskich, historii Żydów w Polsce po 1945 r., historii Polski i powszechnej XX wieku; nauczycielka akademicka związana z Uniwersytetem Wrocławskim.

## Życiorys
Jest córką Krystyny i Romana Grubiaków. Z Wrocławiem związała całe swoje życie prywatne i zawodowe, kończąc tam kolejno szkołę podstawową oraz liceum ogólnokształcące. Po uzyskaniu świadectwa maturalnego podjęła w 1984 r. studia w zakresie historii na Uniwersytecie Wrocławskim. W czasie stanu wojennego w Polsce angażowała się w działalność opozycyjną, będąc członkiem Niezależnego Zrzeszenia Studentów. Była jednym z redaktorów pisma „Akces”, wspólnie z Eugeniuszem Dedeszko-Wiercińskim, Tomaszem Kontkiem, Jackiem Protasieiwczem, Grzegorzem Schetyną, Aleksandrem Srebrakowskim, Władysławem Stasiakiem, Tomaszem Szaynokiem, Pawłem Szumilasem, Moniką Żmudzińską, Igorem Wójcikiem i Jackiem Zachodnym. W 1989 r. uzyskała tytuł zawodowy magistra. Wkrótce potem została zatrudniona jako asystentka na Instytucie Historycznym na swojej macierzystej uczelni. Jednocześnie kontynuowała dalsze kształcenie w ramach studiów doktoranckich. W 1994 r. uzyskała stopień naukowy doktora nauk humanistycznych w zakresie historii uzyskała na podstawie pracy pt. Ludność żydowska na Dolnym Śląsku 1945–1950, napisanej pod kierunkiem Wojciecha Wrzesińskiego. Wraz z nowym tytułem naukowym awansowała na stanowisko adiunkta w Zakładzie Historii Najnowszej. W czasie swojej pracy naukowej prowadziła gościnnie wykłady na Uniwersytecie Illinois w Chicago (1996–1997), w Holocaust Memorial Museum, na Uniwersytecie Yale, Uniwersytecie Columbia, Uniwersytecie Stanowym Centralnego Connecticut (1997), Uniwersytecie Hebrajskim w Jerozolimie (2000), Uniwersytecie Chicagowskim (2002), Uniwersytecie Wirginii Zachodniej (2003), Uniwersytecie Brandeisa (2003), Université de Paris X (2005). W 2008 r. uzyskała stopień naukowy doktora habilitowanego nauk humanistycznych w zakresie historii o specjalności historia Polski i powszechna XX wieku na podstawie rozprawy nt. Z historią i Moskwą w tle. Polska a Izrael 1944–1968.
W 2016 r. Prezydent RP odznaczył ją Krzyżem Kawalerskim Orderu Odrodzenia Polski za „zasługi w badaniu i upamiętnianiu prawdy na temat tragicznych wydarzeń w Kielcach z 4 lipca 1946 roku”.
W styczniu 2022 r. Prezydent RP odznaczył ją Krzyżem Wolności i Solidarności za „zasługi w działalności na rzecz niepodległości i suwerenności Polski oraz respektowania praw człowieka w Polskiej Rzeczypospolitej Ludowej”. 

## Dorobek naukowy
Zainteresowania naukowe Bożeny Szaynok koncentrują się wokół zagadnień związanych z historią najnowszą, historią stosunków polsko-izraelskich, historią Żydów w Polsce po 1945 r. oraz historią Polski i powszechną XX wieku. Do jej najważniejszych publikacji należą:
- Pogrom Żydów w Kielcach. 4. VII 1946 r., Warszawa 1992.
- Studia z historii najnowszej, Wrocław 1999.
- Osadnictwo żydowskie na Dolnym Śląsku 1945–1950, Wrocław 2000.
- Wypisy z poezji socrealistycznej, Wrocław 2004; współautor: Jakub Tyszkiewicz.
- Z historią i Moskwą w tle. Polska a Izrael 1944–1968, Wrocław 2007.

Z historią i Moskwą w tle. Polska a Izrael 1944–1968 otrzymało Nagrodę Historyczną Tygodnika „Polityka” za rok 2007.